# Łubianka (obwód kurski)
Łubianka (ros. Лубянка) – wieś (ros. деревня, trb. dieriewnia) w zachodniej Rosji, w sielsowiecie kitajewskim rejonu miedwieńskiego w obwodzie kurskim.

## Geografia
Miejscowość położona jest nad rzeką Połnaja (lewy dopływ Sejmu), 5 km od centrum administracyjnego sielsowietu (2-ja Kitajewka), 21 km na północny wschód od centrum administracyjnego rejonu (Miedwienka), 28 km na południowy wschód od Kurska, 20 km od drogi magistralnej (federalnego znaczenia) M2 «Krym».
We wsi znajdują się 43 posesje.
Klimat
Miejscowość, jak i cały rejon, znajduje się w strefie klimatu kontynentalnego z łagodnym ciepłym latem i równomiernie rozłożonymi opadami rocznymi (Dfb w klasyfikacji klimatów Köppena).

## Demografia
W 2010 r. wieś zamieszkiwały 54 osoby.